# درش نمو (مقاطعة فارياب)
درش نمو (بالفارسية: درش نمو) هي قرية تقع في البلدة المركزية في إيران. يقدر عدد سكانها بـ 166 نسمة بحسب إحصاء 2016.